# 소닉 스크류드라이버
소닉스크류드라이버(sonic screwdriver)는 《닥터 후》에서 등장하는, 주인공 닥터(the Doctor)가 사용하는 도구이다.
작중에서 닥터는 소닉 스크류드라이버로 문을 따거나 시스템을 해킹하는 등 많은 용도로 사용한다. 3대 닥터부터 본격적으로 사용하기 시작했으며, 이후 시즌이 전개되며 소닉 스크류드라이버를 여러번 교체하였다. 시즌9 12화의 마지막 장면에서 12대 닥터의 새로운 8번째 모양의 소닉 스크류드라이버가 만들어졌다.

## 특징
통칭 "소닉"이라 불리는 이 기기의 특징은 닥터가 가지고 있는 것을 기준으로 서술되어 있다.

### 기능
- 소닉 스크류 드라이버는 문 열고 잠그기, 시스템 해킹, ATM기 현금 인출 등과 같은 기능이 있다.
- 전 시즌에서 예외적인 사례로 한번 밖에 나오지 않았지만 적을 공격하는 역할을 하기도 했다.
- 그 밖에 다른 우주선과의 무선에도 이용할 수 있고, 램프 등에 불을 붙일 수도 있다.
- 위치추적이 가능하며 소닉을 길게 만들면 극초고음파가 생성되어 피아노 등의 음파를 크게 만든다.
- 소닉 기구 두 개를 마주하여 작동시키면 유리도 깨질만큼의 굉음이 나며 소닉을 유리에 대고 작동시키게 되면 깨진다.
- 사람으로 변장해 있는 외계인을 본연의 모습으로 돌아가게 해주며, 다른 소닉 기구를 떨어뜨리게 할 수도 있다.
- 특히 시스템 해킹은 가장 많이 이용되는 기능으로서 컴퓨터를 해킹하여 네트워크에 연결할 수 있고, ATM기를 이용하여 돈을 출금하기도 한다.

### 단점
1. 문 열기 기능은 나무문인 경우에 제대로 작동되지 않는다. 나무 외계인한테도 작동되지 않는다.(이젠 50주년으로 인해 나무도 사용가능)
2. 교착봉인상태에도 문 열기 기능이 제대로 작동되지 않는다.
3. 마스터의 레이저 스크류드라이버처럼 공격할 수는 없다.
4. 불법 개조 용품으로 주의 사항에 어긋난다.
5. 뢴트겐 방사선 5000%에선 탄다.

### 역사
- 1968년 Fury from the Deep에서 첫 등장했다. 이후 1969년 The War Games에도 나오고 70년대부터 본격적으로 등장한다.
- 뉴시리즈에서는 좀 더 현대적으로 생긴 것이 등장했으며 소닉 블라스터, 소닉 립스틱, 소닉 펜, 퓨처 소닉 등이 존재한다.

## 소닉의 종류
통칭 "소닉"을 가진 인물은 닥터, 마스터, 캡틴 잭, 사라 제인, 에이미(없어진 미래의 에이미), 리버 송(멜로디 폰드) 등이 있으며 형태와 기능이 약간씩 다르다.

### 레이저 스크류드라이버
현재까지 닥터 외에 유일하게 살아남은 타임 로드인 마스터가 갖고 있는 게 바로 레이저 스크류드라이버(LASER SCREWDRIVER)이다. 허나, 레이저 스크류드라이버는 엄밀히 구분하자면 '소닉'이 아니다.
닥터의 소닉 스크류 드라이버가 네트워크 해킹을 하는 반면 마스터는 레이저 스크류 드라이버로 대상을 공격할 수 있다. 또한 조작하는 공격자가 등록된 유전자, 즉 마스터 이외의 인물로 판명되면 고장난 것처럼 작동을 멈추도록 잠금 장치가 설정되어 있다. 대상의 나이를 조절할 수도 있으나 이때는 상대방의 유전자가 필요하다.

### 소닉 블라스터
51세기 사람인 캡틴 잭이 갖고 있던 것으로, 벽에 댄 상태에서 시간을 과거로 돌려서 벽을 없애고 시간을 미래로 돌려 없던 벽을 만들 수가 있다. 그러나 살아있는 생물이 아닌 무생물에만 해당된다.

### 소닉 립스틱
닥터후의 스핀오프 드라마인 "사라 제인 어드벤처"에서 70년대 닥터의 컴패니언이었던 사라 제인이 쓰는 것으로 기능은 닥터의 것과 비슷하다.

### 소닉 펜
닥터후 시즌 4 에피소드 1에 나오는 '아디포스3'의 어린 아디포스들의 유모인 코펠리아가 갖고 있던 것으로 기능은 비슷하다.

### 퓨처 소닉
닥터의 미래 컴패니언인 리버송 교수가 갖고 있던 것으로, 소닉 스크류드라이버가 개조된 모양이다.  퓨처 소닉의 다른 명칭으로 리버송 드라이버나 리버송 스크류드라이버가 있다.

### 소닉 케인
한 때 닥터가 지니고 있던 탐사 도구로 닥터 후 시즌 6 에피소드 8에서 등장했다. 하지만 언제 어디서 닥터의 것으로서 만들어졌는지 알려진 바가 없으며, 원리는 소닉과 동일하다.

### 소닉 프로브
닥터 후 시즌 6 에피소드 10에서 처음이자 마지막으로 등장했다. 닥터의 실수로  JHEN-7에 걸린 감염자를 위한 아팔라푸치아의 투스트림(시간이 압축되어 빨리가는 편의시설)에 36년간 갖혀 홀로 생존법을 터득한 에이미가 만든 것으로 사실상 소닉 스크류드라이버와 동일하다.